# Heliconius ergatis
Heliconius ergatis är en fjärilsart som beskrevs av Jean Baptiste Godart 1819. Heliconius ergatis ingår i släktet Heliconius och familjen praktfjärilar. Inga underarter finns listade i Catalogue of Life.